# アイルランド総督 (ロード・デピュティ)
アイルランド総督（アイルランドそうとく、英語: Lord Deputy, ロード・デピュティ）は、アイルランド島の君主がアイルランド卿と称された時代からアイルランド王国の時代にかけて、イングランド王国による支配体制の下における君主の名代であり、アイルランドにおける行政の長であった。英語では、複数形はLords Deputyとなる。
- ジョン・グレイ (John Grey[要出典]：在任 1427年 - 1428年
- 第8代キルデア伯爵ジェラルド・フィッツジェラルド (Gearóid Mór FitzGerald, 8th Earl of Kildare)：在任 1477年、1479年 - 1494年、1496年 - 1513年
- 第4代（第7代）コドノーのグレイ男爵ヘンリー・グレイ (Henry Grey, 4th (7th) Baron Grey of Codnor)：在任 1478年 - 1479年
- 第9代キルデア伯爵ジェラルド・フィッツジェラルド (Gerald FitzGerald, 9th Earl of Kildare)：在任 1513年 - 1518年、1524年 - 1529年、1532年 - 1534年
- 第2代サリー伯爵トマス・ハワード：在任 1520年 - 1522年
- 第8代オーモンド伯爵ピアーズ・バトラー (Piers Butler, 8th Earl of Ormonde)：在任 1522年 - 1524年
- サー・ウィリアム・スケフィントン (Sir William Skeffington)：在任 1529年 - 1532年、1532年 - 1536年
- 初代グレイン子爵レナード・グレイ (Leonard Grey, 1st Viscount Grane)：在任 1536年 - 1540年
- アンソニー・セント・レジャー (Anthony St Leger)：在任 1540年 - 1548年、1550年 - 1551年、1553年 - 1556年
- エドワード・ベリンガム (Edward Bellingham)：在任 1548年 - 1549年
- 総督代理 (Lord Justices) による執務：1549年 - 1550年
- ジェームズ・クロフト (James Croft)：在任 1551年 - 1552年
- 総督代理 (Lord Justices) による執務：1552年 - 1553年
- 第3代サセックス伯爵トマス・ラドクリフ (Thomas Radclyffe, 3rd Earl of Sussex)：在任 1556年 - 1558年（ロード・レフテナント：1560年 - 1564年[2]）
- サー・ニコラス・アーノルド (Sir Nicholas Arnold)：在任 1564年 - 1565年
- サー・ヘンリー・シドニー（英語版） (Sir Henry Sidney)：在任 1565年 - 1571年、1575年 - 1578年[3]
- ウィリアム・フィッツウィリアム (William FitzWilliam)：在任 1571年 - 1575年、1588年 – 1594年
- 第14代グレイ・ド・ウィルトン男爵アーサー・グレイ (Arthur Grey, 14th Baron Grey de Wilton)：在任 1580年 - 1582年
- サー・ジョン・ペロット (Sir John Perrot)：在任 1584年 - 1588年
- 初代ソーンホーのラッセル男爵ウィリアム・ラッセル (William Russell, 1st Baron Russell of Thornhaugh)：在任 1594年 – 1597年
- 第7代ストラボルジ男爵トマス・バー (Thomas Burgh, 7th Baron Strabolgi)：在任 1597年
- 第2代エセックス伯爵ロバート・デヴァルー（ロード・レフテナント：1599年）
- マウントジョイ男爵（後の初代デヴォンシャー伯爵）チャールズ・ブラント (Charles Blount, Baron Mountjoy (later 1st Earl of Devonshire))：在任 1600年 - 1603年（ロード・レフテナント：1603年 - 1604年）
- サー・ジョージ・ケアリ (Sir George Cary)：在任 1603年 - 1604年
- 初代チチェスター男爵アーサー・チチェスター (Arthur Chichester, 1st Baron Chichester)：在任 1605年 - 1616年[4]
- オリバー・シンジョン（後の初代グラディソン子爵） (Oliver St John, 1st Viscount Grandison)：在任 1616年 - 1622年[5]
- 初代フォークランド子爵ヘンリー・ケアリー (Henry Cary, 1st Viscount Falkland)：在任 1622年 - 1629年
- 初代ストラフォード伯爵トマス・ウェントワース：在任 1632年 - 1640年
- クリストファー・ワンデスフォード (Christopher Wandesford)：在任 1640年
- 第2代レスター伯爵ロバート・シドニー (Robert Sidney, 2nd Earl of Leicester)：在任 ロード・レフテナント：1640年 - 1643年
- ヘンリー・アイアトン：在任 1650年 - 1651年
- チャールズ・フリートウッド：在任 1652年 - 1657年
- ヘンリー・クロムウェル：在任 1657年 - 1658年（ロード・レフテナント：1658年 - 1659年）
- エドマンド・ラドロー：在任 1659年 - 1660年
- 初代ティアコネル伯爵リチャード・タルボット：在任 1687年 - 1688年

この役職は、その後（日本語では同じく「アイルランド総督」と訳される）ロード・レフテナントに引き継がれ、非公式にはその役にある者を「副王（the Viceroy）」と称することもあった。